# Khướu mỏ quặp Đà Lạt
Khướu mỏ quặp Đà Lạt (danh pháp: Pteruthius annamensis) là một loài chim trong họ Vireonidae. Chúng là loài đặc hữu của cao nguyên Đà Lạt (Việt Nam).